# Список корисних бур'янів

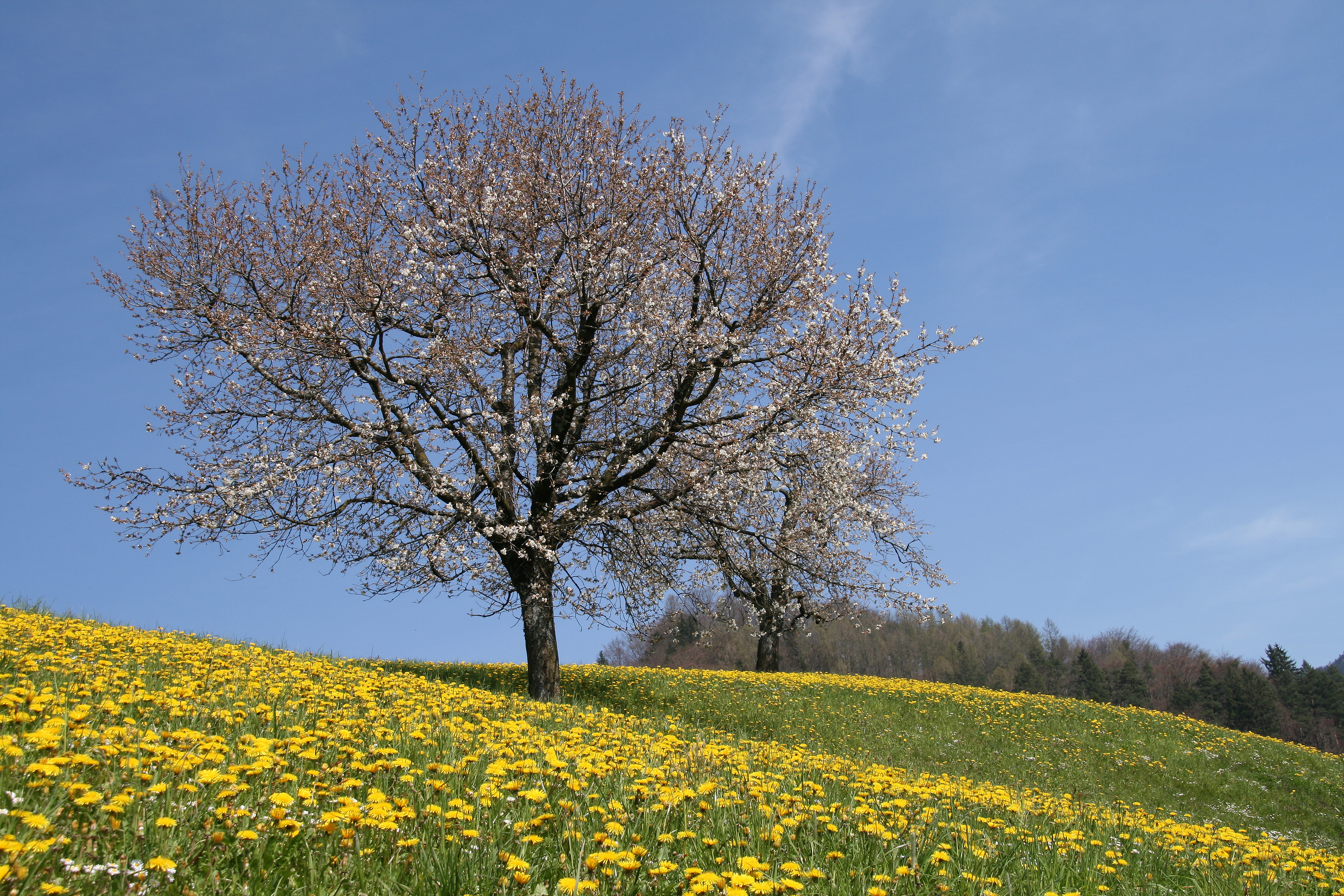
Кульбаба (Taraxacum) — повсюдний корисний бур'ян

Це перелік диких рослин, які зазвичай вважаються бур'янами, проте мають певні корисні впливи або застосування, та часто-густо є ідеальними рослинами-супутниками в садах.
Корисні бур'яни можуть виконувати низку ролей у саду чи на подвір'ї, включаючи удобрення ґрунту, збільшення вологості, слугування укриттям чи живою мульчею, відлякування шкідників, залучення корисних комах або слугування їжею чи іншими ресурсами для людини.

## Таблиця
| Таблиця корисних бур'янів                           | Таблиця корисних бур'янів | Таблиця корисних бур'янів                                                                                          | Таблиця корисних бур'янів        | Таблиця корисних бур'янів                        | Таблиця корисних бур'янів                                       | Таблиця корисних бур'янів | Таблиця корисних бур'янів | Таблиця корисних бур'янів | Таблиця корисних бур'янів |
| Звичайна назва                                      | Наукова назва             | Рослина-супутник для                                                                                               | Приваблює/надає притулок         | Відлякує                                         | Пастка для                                                      | Їстівність | Лікує | Уникайте | Примітки |
| --------------------------------------------------- | ------------------------- | --- | -------------------------------- | ------------------------------------------------ | --------------------------------------------------------------- | --- | --- | --- | --- |
| Мімоза соромлива                                    | Mimosa pudica             | Ґрунтовий покрив для помідорів, перцю                                                                              | хижі жуки                        |                                                  |                                                                 | | | | Використовується як природний ґрунтовий покрив у сільському господарстві |
| Молочай горошковий                                  | Euphorbia lathyris        | |                                  | Кроти                                            |                                                                 | | Використовується у французькій народній медицині як блювотне та проносне                                                                                          | | Багато домашних тварин можуть їсти його, хоч він і отруйний для людини. |
| В основному їстівні                                 |                           | |                                  |                                                  |                                                                 | | | | |
| Гірчиця польова                                     | Sinapis arvensis          | Виноградна лоза, редька, не гірчичні капустяні, включаючи капусту, цвітну капусту, броколі                         | Сонечка                          |                                                  | Приманює різноманітних шкідників капустяних, включаючи попелицю | Насіння і листя їстівні | | буряк | Культурна гірчиця — це гібрид трьох видів гірчиці, які усі використовують в їжу. Це зветься Трикутник У. |
| Кропива                                             | Urtica dioica             | Броколі, помідори, валеріана, м'ята, кріп                                                                          |                                  |                                                  |                                                                 | Попри пекучість, молоді частини рослини їстівні у вареному чи бланшованому вигляді. Її можна використовувати для приготування трав'яного чаю | | | Також колись вирощувалася як культура для отримання волокна. Її сік колись використовували замість сичуга у сироварінні. Вона також була джерелом зеленого барвника. Після сушіння її все ще можна використовувати як високобілкову добавку до кормів. Кропива віддає перевагу ґрунтам, багатим поживними речовинами, корисними для інших рослин — особливо азоту та фосфору, — і тому може бути корисним показником якості ґрунту. |
| Часник виноградниковий                              | Allium vineale            | фруктові дерева, пасльонові (помідори, перець, картопля тощо), капустяні (капуста, броколі, кольрабі тощо), морква |                                  | слимаки, попелиця, морквяна муха, личинки білана |                                                                 | Може використовуватися як звичайна цибуля-трибулька                                                                                          | | квасоля, горох, петрушка | Це дикий двоюрідний брат цибулі та часнику |
| Шипшина                                             | Rosa                      | Полуниця, виноград, троянди                                                                                        |                                  | Гризуни та олені                                 | Приваблює японських жуків                                       | З плодів шипшини варять узвар | | | Сюди відноситься і дика троянда рясноцвіта, завезена до США для використання як привій для культурних троянд, та як «природний паркан» для худоби. В середині 20-го століття висадили багато кілометрів живоплоту з рясноцвітої троянди. |
| Покращують навколишнє середовище для рослин поблизу |                           | |                                  |                                                  |                                                                 | | | | |
| Конюшина                                            | Trifolium                 | капустяні, такі як капуста та броколі                                                                              | Її квіти приваблюють запилювачів |                                                  |                                                                 | Листя можна їсти | Використовується в традиційній фітотерапії для «очищення крові» і містить мікроелементи, які можуть допомогти при подагрі                                         | Не вирощуйте поруч з помідорами, конюшина — це бобова рослина, яка робить ґрунт надто родючим. Помідорам потрібен помірний дефіцит азоту для зав'язування плодів | Конюшина, як і більшість бобових, надає притулок бактеріям, які фіксують азот у ґрунті, допомагаючи удобрити рослини поруч. Конюшина також забезпечує ґрунтовий покрив, допомагаючи утримувати воду в ґрунті як мульча, і захищаючи сусідні культури від поїдання комахами-шкідниками. Голоземельне садівництво полегшує знищення комахами рослин, а зелень конюшини запобігає цьому.                                               |
| Кульбаба                                            | Taraxacum                 | Будь-які садові рослини                                                                                            | Її квіти приваблюють запилювачів |                                                  |                                                                 | всі частини кульбаби їстівні в сезон | Використовується в традиційній фітотерапії у всьому світі. Кульбаба лікарська ( Taraxacum officinale ) містить хімічні речовини, які мають сечогінні властивості. | | Кульбаби приносять користь довколишнім рослинам завдяки своїй потужній стрижневій кореневій системі. Вона розпушує твердий ґрунт, заглиблюючись у землю, і потім виносить нагору поживні речовини, до яких інші рослини не могли дістати. |
| Огірочник                                           | Borago officinalis        | бобові, капустяні, помідори                                                                                        | Його квіти приваблюють хижих ос  |                                                  |                                                                 | хрусткі листя і квіти можна вживати в салатах                                                                                                | Огірочник — одна з найпопулярніших традиційних лікарських трав Європи.                                                                                            | | |

## Різновиди корисних бур'янів

### Засоби від шкідників
- Нім — відлякує комах, що поїдають листя

### Їстівні
- Ожина⁣ — ожина багата поживними речовинами, а її колючі стебла можуть утворювати бар'єр проти деяких великих ссавців-шкідників.
- Лопух — коріння, стебла та, особливо, молоде листя їстівні.[8])
- Зірочник (Stellaria media) — використовують у салатах, а також як ґрунтопокривну рослину.
- Волошка — квіти різних кольорів використовують як прикрасу для салатів.
- Поросинець — сире листя та обсмажене коріння їстівні.[9]
- Хвощ — реліктова рослина з високим вмістом кремнезему; бадилля дуже схоже за виглядом та смаком на спаржу.
- Лобода — сирі листя і пагони їстівні. Також запобігає ерозії, і відвертає увагу мінерів від сусідніх культур.
- Кропива — молоде листя, зібране до цвітіння, використовується як замінник чаю або шпинату. Рослини використовують як компостний матеріал або для вироблення волокна.
- Портулак — використовують сирим у салатах або обсмажують.
- Грицики — їх листя їстівне, його часто обсмажують або бланшують.
- Настурція — її можна їсти сирою чи вареною; в деяких культурах вважається бур'яном (при збиранні диких рослин існує ризик зараження потенційно смертельними печінковими сисунами).

### Місце проживання корисних комах
- Дика ожина — приваблює хижих комах і дає ягоди.
- Собача кропива — приваблює бджіл.
- Посконник — місце проживання запилювачів та хижих комах.
- Айстра — місце проживання хижих комах.

### Укриття
- Звичайну траву можна використовувати як ґрунтовий покрив, особливо на азотних ґрунтах.

### Культури-пастки
Культури-пастки відводять потенційних шкідників від основної культури, призначеної для вирощування.
- Вігна — приваблює сонечок, тому її посадка навколо бавовняних полів захищає бавовну від сисних комах. Вона також служить культурою-пасткою для шкідників.

### Інше
- Паслін — розколює ґрунтові конкреції, дозволяючи корінню рости глибше.

### Органічні підходи
- Органічне землеробство
- Органічне садівництво

### Покажчики
- Категорія:Стале сільське господарство